# Liste der Monuments historiques in Asnières-sur-Oise
Die Liste der Monuments historiques in Asnières-sur-Oise führt die Monuments historiques in der französischen Gemeinde Asnières-sur-Oise auf.

## Liste der Bauwerke
| Bezeichnung           | Beschreibung | Standort | Kennzeichnung | Schutzstatus | Datum | Bild           |
| --------------------- | ------------ | -------- | ------------- | ------------ | ----- | -------------- |
| Kloster Royaumont     |              | (Lage)   | PA00079987    | Classé       | 1927  | weitere Bilder |
| Château de Touteville | Schloss      | (Lage)   | PA00080243    | Classé       | 1992  | weitere Bilder |
| Kirche St-Rémi        |              | (Lage)   | PA00079988    | Inscrit      | 1985  | weitere Bilder |

## Liste der Objekte

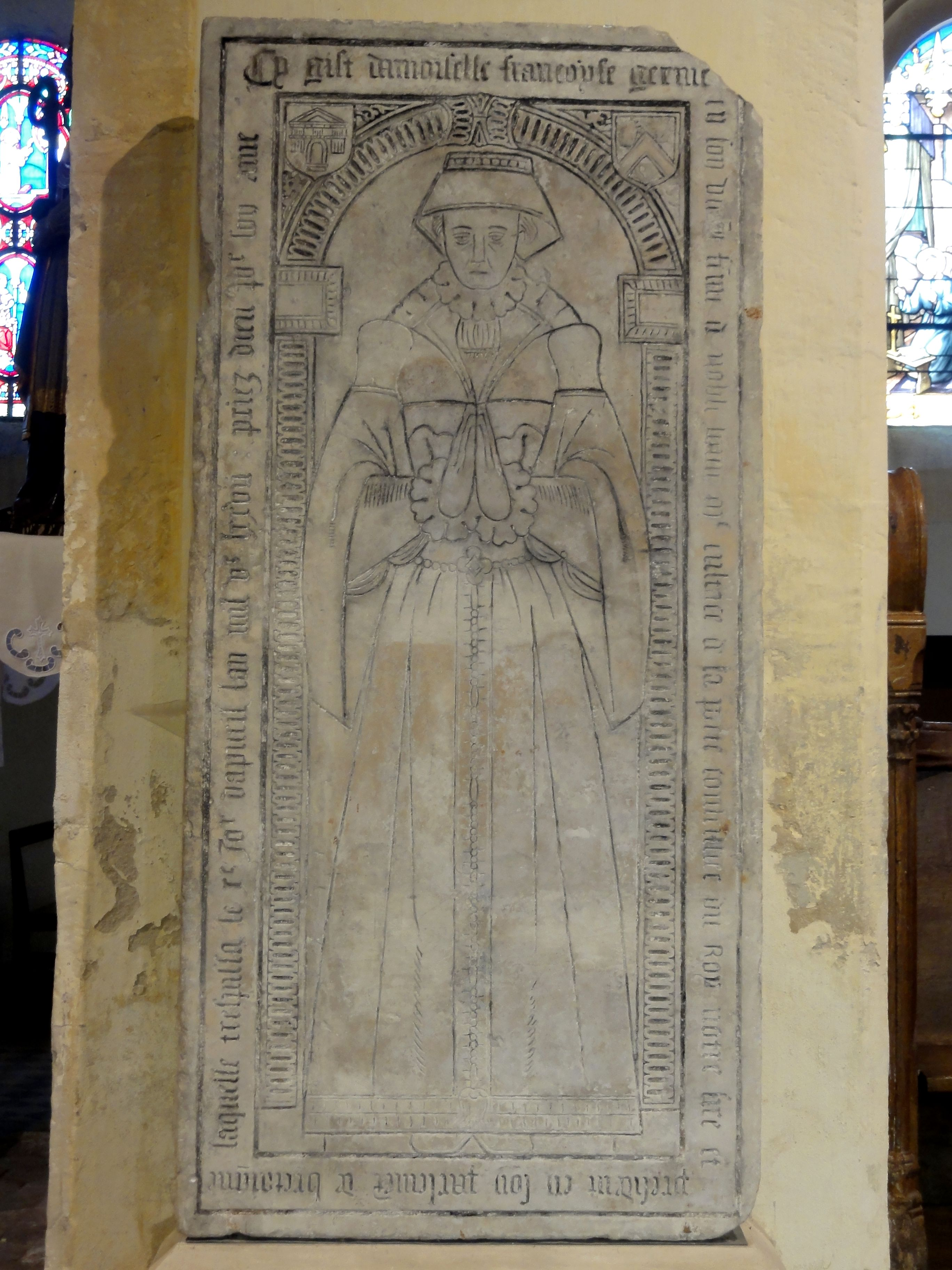
Grabplatte in der Kirche St-Rémi

- Monuments historiques (Objekte) in Asnières-sur-Oise in der Base Palissy des französischen Kultusministeriums